# 南阳街道 (抚顺市)
南阳街道，是中华人民共和国辽宁省抚顺市新抚区下辖的一个乡镇级行政单位。2019年11月29日，撤销南阳街道，将其所辖行政区域划归永安台街道管辖。

## 行政区划
南阳街道下辖以下地区：
南阳社区、东岗社区、安运社区、学苑社区、南苑社区和台南嘉苑社区。